# Shoichi Nishimura
Shoichi Nishimura (西邑 昌一, Nishimura Shoichi, né en 1912 dans la préfecture de Hyōgo au Japon et mort le 22 mars 1998) est un footballeur japonais.